# 2002年亞洲運動會卡達代表團
2002年亞洲運動會於2002年9月29日至10月14日在韓國釜山舉行，卡達代表團拿下17面獎牌（包括4面金牌），在獎牌榜中名列第17位。